# Gustav Gugenbauer
Gustav Gugenbauer (* 10. August 1889 in Enns; † 1980) war ein österreichischer Kunsthistoriker.

## Leben
Nach dem Besuch des Gymnasiums in Linz studierte er Kunstgeschichte in Wien und Berlin und wurde 1914 an der Universität Wien promoviert. Von 1914 bis 1920 war er am Staatsdenkmalamt in Wien tätig. Er begann dort als Praktikant, ordnete 1915 die Bibliothek neu und rückte 1916 kurzzeitig zum Militär ein. 1917 übernahm er provisorisch das Amt des Landeskonservators von Oberösterreich mit Sitz in Linz, 1919 wurde er in das Staatsdenkmalamt in Wien zurückberufen. 1920 wurde er auf eigenen Wunsch auf Grund eines Lungenleidens in den dauernden Ruhestand versetzt. 1922 bemühte er sich vergeblich um Wiederaufnahme in den Bundesdienst.